# José Antonio Contreras
José Antonio Contreras González, más conocido como Pepe Contreras (Tarazona de la Mancha, 10 de noviembre de 1993), es un exfutbolista y entrenador de fútbol español, actualmente director deportivo del Elche Club de Fútbol  de la LaLiga TV Hypermotion .

## Carrera deportiva
El entrenador albaceteño comenzó en 2017 su trayectoria en los banquillos en la cantera del Fundación Albacete Femenino durante varias temporadas. En el verano de 2019 pasa a formar parte de la dirección deportiva del club.
En enero de 2021 se compromete como entrenador del primer equipo tras la destitución de Miguel Ángel Quejigo, al que dejó en la segunda posición de la liga Segunda División Femenina de España
En verano de 2021 y tras rechazar la oferta de renovación de Fundación Albacete Femenino, se hace cargo del Córdoba CF Femenino, equipo que también milita en Segunda División Femenina de España grupo sur, dónde consiguen el ascenso a la nueva categoría de Segunda División Femenina de España
Ese mismo verano en el que deja el Córdoba CF Femenino se compromete para hacerse cargo del Elche CF Femenino equipo que la temporada anterior había competido en su misma categoría pero que habría descendido en la última jornada de liga. En el Elche Club de Fútbol compagina sus labores con la realización de informes y visionado de partidos de los diferentes equipos masculinos.
Desde el verano de 2023 y tras el ascenso del Elche CF Femenino deja la sección y tras la reestructuración que se produce en el club, pasa únicamente a formar parte del Área Deportiva del 1º equipo del Elche Club de Fútbol que durante esa temporada milita en LaLiga TV Hypermotion.
Tras un año en el Área Deportiva del Elche Club de Fútbol y tras la salida de Sergio Mantecón, Antonio Barragán y Mauro Óbolo del club, queda como único integrante de la dirección deportiva del club 

## Trayectoria como entrenador
| Club                            | País   | Año             |
| ------------------------------- | ------ | --------------- |
| Fundación Albacete Femenino "B" | España | 2017-2020       |
| Fundación Albacete Femenino     | España | 2020-2021       |
| Córdoba CF Femenino             | España | 2021-2022       |
| Elche Club de Fútbol            | España | 2022-Actualidad |